# Mercè Fontanilles i Mas
Mercè Fontanilles i Mas (Barcelona, 1933- 1991). Va destacar en diferents àrees com a treballadora social, tant en l'empresa com en l'Administració pública, la parròquia i les entitats no lucratives.
Pionera en la intervenció en l'àmbit de les drogodependències, va demostrar sempre una especial sensibilitat cap a les persones en situació de risc i les seves famílies, i va afrontar amb elles les dificultats legals, laborals, sanitàries, socials i psicològiques. Des de l'any 1972 va treballar a la clínica mental de Santa Coloma de Gramenet, on va col·laborar en la creació del Servei d'Atenció a l'Alcoholisme.
L'any 1979 va participar en la creació, a la Diputació de Barcelona, del primer centre de tractament a Catalunya per a tota mena de drogodependències. Va impulsar l'acció social, des d'entitats sense ànim de lucre, per tal de pal·liar aquest tipus de problemàtiques des d'una perspectiva participativa, humana i professional, la qual cosa va portar a la creació de la fundació que duu el seu nom.

## Altres pioneres del treball social
- Maria Estrada i Clerch
- Montserrat Castells i Gabriel
- Elàdia Faraudo i Puigdollers

## Font
- Calendari 2010 'Treball social: una genealogia femenina', de l'Institut Català de les Dones